# Striegauer Berge
Die Striegauer Berge (polnisch Wzgórza Strzegomskie) sind eine kleine Bergkette nordöstlich von Strzegom (Striegau), in der Woiwodschaft Niederschlesien in Polen. Nach der polnischen morphologischen Einteilung gehören die Striegauer Berge zum Vorgebirge der  Sudeten.

## Lage

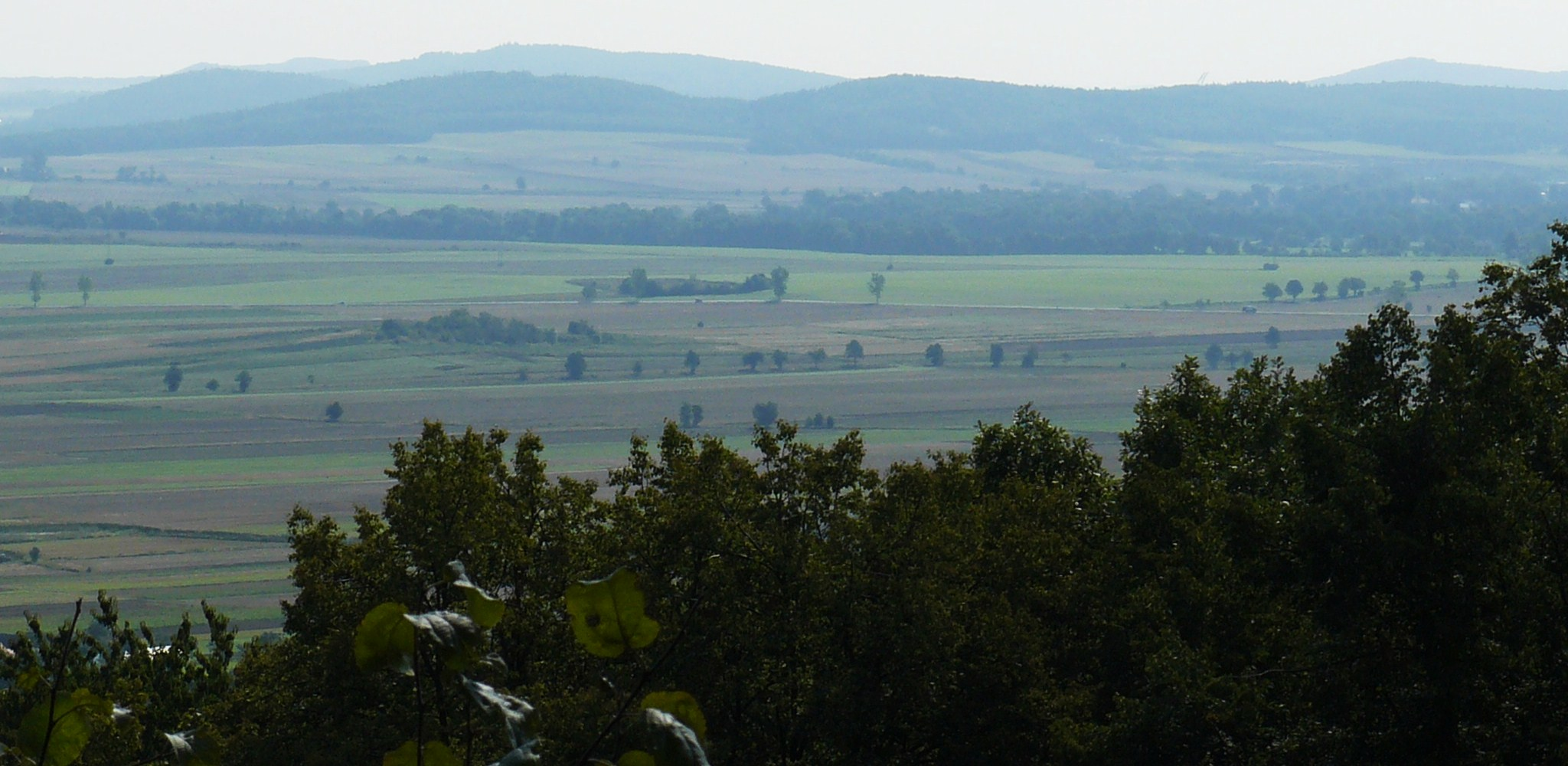
Blick über die Striegauer Berge zum Breiten Berg

Die Striegauer Berge bilden das nordwestliche Endglied einer Kette von Gebirgsinseln, die die mittelschlesische Ebene durchziehen. Sie liegen zwischen der Wütenden Neiße und dem Striegauer Wasser. Im Südwesten sind die Striegauer Berge durch die Innersudetische Senke von den Sudeten getrennt, auf der Westseite grenzen sie an die Haynauer Ebene (Równina Chojnowska), im Nordwesten in einem kleinen Abschnitt an die Liegnitzer Ebene (Równina Legnicka) im Nordosten an die Breslauer Tiefebene und im Südosten an die Schweidnitzer Ebene (Równina Świdnicka).

## Geschichte
Vor 1945 wurden die Striegauer Berge wegen ihrer Basaltbrüche wirtschaftlich genutzt und in ganz Deutschland eingesetzt. Im Basalt des Breiten Berges finden sich erbsengroße Einschlüsse von Bolus, die im 16. Jahrhundert unter der Bezeichnung Striegauer Siegelerde als Heilmittel bekannt waren.

## Geologie
Im südlichen Teil bestehen die Berge aus einem gleichkörnigen Biotitgranit. Die Gipfel, vor allem der dicht bei Striegau gelegene Kreuzberg, werden durch schlotförmige Basaltdurchbrüche gebildet. Richtung Norden schließt sich ein Hügelland an, das aus silurischen Schiefern besteht. An der Grenze zwischen Granit- und Schiefergestein besteht eine kontaktmetamorphe Veränderung. Die Striegauer Berge gehören nicht zu einer Randzone der im Karbon aufgefalteten variszischen Sudeten; sie sind wesentlich älteren Ursprungs und bilden ein Plutonit des Paläozoikums.

## Gipfel
Am nördlichen Stadtrand von Striegau befinden sich die Spitzberge, die aus den Gipfel Georgenberg (Góra Świętego Jerzego) und dem Kreuzberg (Góra Krzyżowa) bestehen, die sich nach Süden im Breiten Berg (Góra Szeroka) fortsetzen. Nach Norden hin befinden sich die Järischauer Berge und der Streitberg (Góra Zwycięstwa), der jedoch durch Granitaubbau zur Hälfte abgetragen ist. Zwischen Żółkiewka (Pilgramshain) und Żelazów (Eisdorf) befindet sich der Brechelsberg (Żelazowska Góra). Nördlich von diesem befinden sich die Gansberge (Jedlice). Weiter westlich sind oberhalb von Dzierzków (Dätzdorf) der Kleeberg (Konicz), der Zwieselberg (Granitowa) und der Tschechenberg (Czeska Góra). Auch der Pitschenberg (Pyszczyńska Góra) bei Pyszczyn (Pitschen), nordöstlich von Żarów (Saarau), der Domsberg (Damianek) bei Damianowo (Damsdorf) und die Beerberge (Jagodne) werden zu den Striegauer Bergen gezählt.